# Agonocryptus physocnemis
Agonocryptus physocnemis là một loài tò vò trong họ Ichneumonidae.